# Louise Brough
Louise Brough, fullständigt namn Althea Louise Brough, gift Clapp, född 11 mars 1923 i Oklahoma City, Oklahoma, död 3 februari 2014 i Vista, Kalifornien, var en amerikansk tennisspelare. Hon var rankad bland världens tio bästa spelare under en stor del av perioden 1946-57, och var nummer ett 1955. Totalt vann Brough 38 Grand Slam-titlar, nio av dessa i singel, tjugoen i dubbel och åtta i mixed dubbel. 
Brough upptogs 1967 i International Tennis Hall of Fame.

## Tenniskarriären
Brough deltog perioden 1946-55 i 21 finaler i Wimbledonmästerskapen och tog sammanlagt 13 titlar, varav fyra i singel. Tillsammans med landsmaninnan Margaret Osborne duPont vann hon fem dubbelfinaler i Wimbledon. Dessa två spelare betraktas av kommentatorer som det kanske bästa kvinnliga dubbelparet någonsin, med sina totalt 20 vunna GS-titlar. Brough vann en singeltitel i Australiska mästerskapen och en i Amerikanska mästerskapen. Åren 1948 och 1950 tog hon en så kallad "triple crown" i Wimbledon, det vill säga seger i singel, dubbel och mixed dubbel.
Bland hennes främsta rivaler märks flera amerikanska spelare. Pauline Betz mötte hon i fyra singelfinaler i US Open och Wimbledon 1942-48, och vann bara en (Wimbledon 1948). Althea Gibson mötte hon i finalen i Amerikanska mästerskapen 1957. Brough förlorade den finalen, men redan 1950 hade hon mött Gibson i samma turnering. Det var i andra omgången i en mycket jämn match som varade över två dagar och där Gibson var mycket nära en sensationsseger innan Brough knappt lyckades besegra henne. Brough besegrade Margaret Osborne duPont i två Wimbledonfinaler (1949-50). Doris Hart besegrade hon 1950 i finalen i Australiska mästerskapen.
Broughs främsta konkurrent under början av 1950-talet var Maureen Connolly, mot vilken hon var chanslös i deras två möten i Wimbledonfinalerna 1952 och 1954. Brough vann tillbaka sin titel igen 1955, men då hade Connolly tvingats ge upp sin tenniskarriär på grund av en svår benskada.
Brough spelade för USA i Wightman Cup 1946-57 och vann alla sina 22 matcher.

## Spelaren och personen
Louise Brough var en storväxt, blond, tystlåten person som spelade koncentrerat och målmedvetet. Hon anses ha haft en av tidernas bästa serve och mycket effektiva, aggressiva volleyslag. Detta gjorde henne framförallt till en skicklig dubbelspelare. I singel kunde hon också leverera vinnande sidskruvade forehanddrives. Hon spelade alltid attacktennis. 
Efter avslutad karriär övergick hon till "seniortouren" och spelade fram till 1977 över 40 turneringar.
Louise Brough avled den 3 februari 2014, 90 år gammal.

## Grand Slam-finaler, singel (14)

### Titlar (6)
| År   | Mästerskap               | Finalmotståndare        | Setsiffror      |
| 1947 | Amerikanska mästerskapen | Margaret Osborne duPont | 8-6, 4-6, 6-1   |
| 1948 | Wimbledonmästerskapen    | Doris Hart              | 6-3, 8-6        |
| 1949 | Wimbledon (2)            | Margaret Osborne duPont | 10-8, 1-6, 10-8 |
| 1950 | Australiska mästerskapen | Doris Hart              | 6-4, 3-6, 6-4   |
| 1950 | Wimbledon (3)            | Margaret Osborne duPont | 6-1, 3-6, 6-1   |
| 1955 | Wimbledon (4)            | Beverly Fleitz          | 7-5, 8-6        |

### Finalförluster (engelska; runner-ups) (8)
| År   | Mästerskap               | Finalmotståndare        | Setsiffror      |
| 1942 | Amerikanska mästerskapen | Pauline Betz Addie      | 4-6, 6-1, 6-4   |
| 1943 | AMerikanska mästerskapen | Pauline Betz Addie      | 6-3, 5-7, 6-3   |
| 1946 | Wimbledonmästerskapen    | Pauline Betz Addie      | 6-2, 6-4        |
| 1948 | Amerikanska mästerskapen | Margaret Osborne duPont | 4-6, 6-4, 15-13 |
| 1952 | Wimbledonmästerskapen    | Maureen Connolly        | 6-4, 6-3        |
| 1954 | Wimbledonmästerskapen    | Maureen Connolly        | 6-2, 7-5        |
| 1954 | Amerikanska mästerskapen | Doris Hart              | 6-8, 6-1, 8-6   |
| 1957 | Amerikanska mästerskapen | Althea Gibson           | 6-3, 6-2        |

## ÖvrigaGrand Slam-titlar
- Australiska mästerskapen
  - Dubbel - 1950
- Franska mästerskapen
  - Dubbel -1946, 1947, 1949
- Wimbledonmästerskapen
  - Dubbel - 1946, 1948, 1949, 1950, 1954
  - Mixed dubbel - 1946, 1947, 1948, 1950
- Amerikanska mästerskapen
  - Dubbel - 1942, 1943, 1944, 1945, 1946, 1947, 1948, 1949, 1950, 1955, 1956, 1957
  - Mixed dubbel - 1942, 1947, 1948, 1949